# Internationaler Antonín-Dvořák-Wettbewerb
Der Internationale Antonín-Dvořák-Wettbewerb (tschechisch „Mezinárodní pěvecké soutěže Antonína Dvořáka“) ist ein Gesangswettbewerb für Absolventen von Musikhochschulen und Konservatorien, der seit 1966 in Karlsbad (Karlovy Vary) stattfindet. Während die Teilnahme am Wettbewerb bis 1989 auf junge Sänger und Sängerinnen aus dem Ostblock beschränkt war, entwickelte sich der Dvořák-Wettbewerb seit der „samtenen Revolution“ in den 1990er Jahren zu einer international offenen Veranstaltung. Gewertet wird in den zwei Hauptkategorien „Liedvortrag“ und „Operngesang“, Letzteres nach Männern und Frauen getrennt. Daneben werden Preise in der Kategorie „Junior“ und wechselnde Sonderpreise vergeben.

## Geschichte und Ablauf

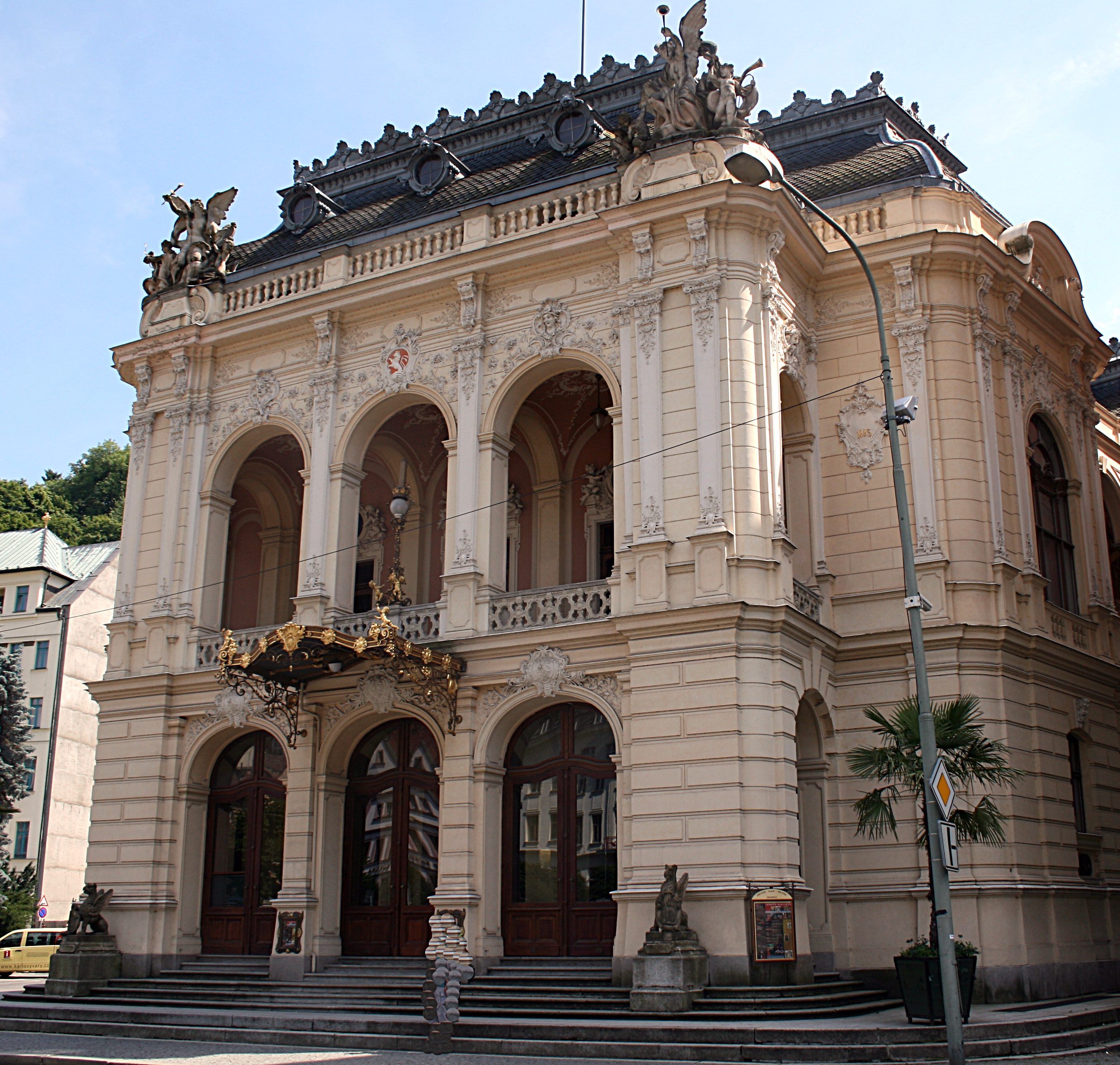
Stadttheater in Karlsbad

Die Idee eines Wettbewerbs für junge Konzert- und Opernsänger wurde in den 1960er Jahren von den Gesangspädagogen Marie Budíková-Jeremiášová, Vlasta Linhartová und Karel Leiss zusammen mit der Stadtverwaltung von Karlovy Vary entwickelt. Ursprünglich war der Wettbewerb für die aktuellen Absolventen der Musikhochschulen in der Tschechoslowakei bestimmt. Heute existiert diese Beschränkung nicht mehr, stattdessen gibt es Altersgrenzen in Abhängigkeit von der Stimmlage. Tenöre und Bässe in den Hauptkategorien Lied und Oper können maximal 32 Jahre alt sein, für Sopräne und Alti ist die Altersgrenze 30 Jahre. In der Junior-Wertung dürfen Männer maximal 24 Jahre alt sein, Frauen 23 Jahre.
Der Wettbewerb findet alljährlich im November statt, in den letzten Jahren wurden um die 100 Kandidaten nach Karlovy Vary eingeladen. Der Wettbewerb findet in zwei Runden statt, die Finalisten der ersten Runde mit Klavierbegleitung singen in der zweiten Runde eine Opernarie mit Orchesterbegleitung. Zu den Preisträgern gehören unter anderem Edita Gruberová und Olaf Bär. Die Sieger treten in einem Opernkonzert in der Staatsoper Prag auf. In jeder der fünf Kategorien („Operngesang“ Männer/Frauen, „Liedvortrag“ und „Junior“ Männer/Frauen) wird maximal ein 1. Platz vergeben, die zweiten und dritten Plätze werden seltener auch doppelt besetzt. Unter den Kategoriesiegern wird in manchen Jahren ein Gesamtsieger ermittelt.

## Auswahl von Preisträgern
- 1982 (17. Wettbewerb): Olaf Bär (Bariton, 1. Preis)
- 1995 (30. Wettbewerb): Marina Vyskvorkina (Gesamtsieg)
- 1997 (32. Wettbewerb): Roman Janál (Gesamtsieg)
- 2000 (35. Wettbewerb): Pavol Breslik (Tenor, 1. Preis)
- 2003 (38. Wettbewerb): Jan Martinik (Bass, 1. Preis Oper, 2. Preis Lied)[2]
- 2006 (41. Wettbewerb): Jung-Heyk Cho (Tenor, 1. Preis), Susanna-Irina Bozhenko (Sopran, 1. Preis), Rena Fujii (Sopran, 1. Preis)[3]
- 2008 (43. Wettbewerb): Ju-Eun Jeon (Tenor, 1. Preis)[4]
- 2009 (44. Wettbewerb): Min Seok Kim (Tenor, 1. Preis, Sonderpreis für die beste Interpretation einer Barockarie, Preis des Nationaltheaters Prag)[4]
- 2010 (45. Wettbewerb): Nicola Proksch (Sopran, 1. Preis Oper/Frauen), Jan Morávek (1. Preis Oper/Männer), Aneta Mihályová (Sopran, 1. Preis Gesang), Barbora Perná (Sopran, 1. Preis Junior/Frauen). Der 1. Preis Junior/Männer und der Gesamtsieg wurden nicht vergeben.[5]